# Venetberg
Venetberg (tyska: Venet, Glanderspitze) är ett berg i Österrike.   Det ligger i distriktet Landeck och förbundslandet Tyrolen, i den västra delen av landet, 400 km väster om huvudstaden Wien. Toppen på Venetberg är 2 485 meter över havet.
Terrängen runt Venetberg är huvudsakligen bergig. Närmaste större samhälle är Zams, 5,4 km väster om Venetberg. 
I omgivningarna runt Venetberg växer i huvudsak barrskog. Runt Venetberg är det ganska glesbefolkat, med 28 invånare per kvadratkilometer.